# Cautinazo
Cautinazo es el nombre dado a una serie de eventos ocurridos entre 1968 y 1973 en la provincia de Cautín, sur de Chile, que incluyó la toma masiva de terrenos por parte de comunidades mapuches, y el posterior despliegue de instituciones públicas para encauzar institucionalmente el proceso.

## Antecedentes
En 1961 el gobierno de Jorge Alessandri promulgó la Ley N°14.511, que aunque cuestionada por las organizaciones indígenas como la oficialista Corporación Araucana, reactivó el proceso de división de comunidades que había estado paralizada desde la década anterior. En paralelo a ello, este gobierno inició una incipiente reforma agraria, en el marco de la Alianza para el Progreso promovida por Estados Unidos.
En 1964 resulta electo presidente el candidato demócrata-cristiano Eduardo Frei Montalva, que entre sus promeras incluía la realización de una reforma agraria de mayor profundidad, acompañada de una propuesta de sindicalización campesina. Estas iniciativas se convierten en ley en 1967, dando inicio a un importante proceso de expropiación de grandes propiedades agrícolas. En la Araucanía esto se tradujo en la entrega de grandes propiedades a trabajadores chilenos, así como al asentamiento de colonos de la zona central en fundos históricamente reclamados por comunidades mapuches. Esta situación, que no hacía distinción entre campesinos chilenos y mapuches, dio lugar a un importante nivel de movilización y toma de tierras por parte de dichas comunidades.

## Desarrollo
A partir de 1968 se inicia la toma de una serie de predios por parte de comunidades indígenas, destacando la de los fundos Ñancucheo, Moena, Reñico y Pililmapu, en la comuna de Lumaco, provincia de Malleco. Parte de estas acciones estaban apoyadas por la Confederación Nacional Campesina e Indígena Ranquil, que representaba la unión de campesinos e indígenas de izquierda provenientes de la Asociación Nacional Indígena. En reacción a estos episodios, en agosto de 1969 se produce una importante organización de dueños de fundos y campesinos chilenos, quienes comienzan a enfrentarse a través de medios armados contra estas acciones.
En el marco de las tomas de terreno y enfrentamientos, se produce en 1969 la organización de grandes confederaciones indígenas, entre las que se cuentan la Confederación Nacional de Asociaciones Mapuches y la Confederación de Sociedades Araucanas. Estos y otros espacios confluyen en diciembre de 1970 al llamado Segundo Congreso Nacional Mapuche, donde se realiza una extensa propuesta normativa con respecto a los lineamientos que debiese tener una nueva legislación indígena del país.
En noviembre de 1970 Salvador Allende asume la presidencia de Chile, dando inicio al proceso político de la Unidad Popular. Como reacción a lo ocurrido en los años anteriores, en enero de 1971 decreta la instalación de la Corporación de la Reforma Agraria (CORA) y del Ministerio de Agricultura en la ciudad de Temuco, provincia de Cautín, de forma de recoger las demandas indígenas y poder compatibilizarlas con la reforma agraria en curso. Junto a ello, se dio inicio a un Plan de emergencia, de forma de elevar las condiciones de vida de la población de esta provincia, y durante el mismo año se fundó el Instituto de Capacitación Mapuche, como espacio formativo, y la Comisión de Restitución de Tierras Usurpadas, como institución dedicada a la entrega de tierras a la población mapuche.
La actividad de la CORA y el Ministerio de Agricultura en Temuco, tomando como base los lineamientos del Congreso Mapuche de 1970, fueron los principales insumos que dieron lugar a la Ley Indígena N°17.729 de 1972, que reemplazó la anterior normativa de 1961, institucionalizando la devolución de tierras a comunidades indígenas, y creando la figura del Instituto de Desarrollo Indígena como organismo especializado. Se estima que, a septiembre de 1973, se había entregado a las comunidades indígenas un total de 152.416 hectáreas en el marco de la reforma agraria, además de otras 68.000 a través de la Comisión de Restitución de Tierras Usurpadas.

## Años posteriores
El proceso de devolución de tierras se detuvo con el Golpe de Estado en Chile de 1973, que marcó el inicio de una nueva etapa en las relaciones entre el Estado y los pueblos originarios de Chile. Algunas organizaciones mapuches, como la Confederación de Sociedades Araucanas y La Moderna Araucanía de Cunco, apoyaron la caída de la Unidad Popular, pero en años posteriores se manifestaron en contra el proceso de división de la propiedad indígena promovido por la dictadura. Finalmente, en 1976 el Instituto de Desarrollo Indígena fue disuelto, y parte de sus funciones se integraron al Instituto de Desarrollo Agropecuario.
En años recientes, una investigación liderada por Dany Jaimovich, economista de la Universidad de Talca, ha planteado que aquellos territorios que fueron recuperados por comunidades durante el Cautinazo, y luego perdidos nuevamente durante la dictadura, se caracterizan en la actualidad por exhibir mayores niveles de conflictividad frente a otras zonas no afectadas por estos procesos.